# Féderer Ágnes
Féderer Ágnes (Miskolc, 1964. június 3. – 2022. június 24.) magyar újságíró.

## Életútja
1988-ban a Gödöllői Agrártudományi Egyetemen diplomázott trópusi szakon. Közel két évtizeden át volt újságíró a Népszabadság napilapnál, eközben számos más kiadványban is publikált, illetve televíziós és rádiós riporterként, műsorvezetőként is tevékenykedett. Az 1990-es évek első felében csatlakozott a Népszabadság oktatási stúdiójához. 
A 2000-es évek végén hagyta abba az újságírást, utána menhelyi kutyáknak segített, és pszichológiával, családfelállítással foglalkozott. 2009 és 2016 között a femina.hu női internetes lap párkapcsolati szakértője, és a portál családállítás rovatának vezetője volt.
2022. június 24-én 58 éves korában hosszan tartó, súlyos betegség következtében hunyt el.

## Családja
Első férje Uj Péter újságíró; fiuk Bence. Második férje Csurgó Sándor, akivel közös vállalkozásuk volt a Rendszerakadémia családállítási műhely.

## Díjai
- Népszabadság-díj (1998, 1999, 2000)
- Minőségi Újságírásért díj – A hónap írása (2001)
- Szabad Sajtó-díj (2008)

## Művei
- Sorsáthallások – Mire jó a családfelállítás? A módszer magyarországi helyzete, Ursus Libris, Budapest, 2010